# Cratere Picardi
Picardi è un cratere sulla superficie di Marte.